# Бинаго
Бина̀го (на италиански: Binago; на ломбардски: Binaagh, Бинааг) е малко градче и община в Северна Италия, провинция Комо, регион Ломбардия. Разположено е на 431 m надморска височина. Населението на общината е 4836 души (към 2017 г.).